# Annoying Orange
The Annoying Orange (v češtině Otravný Pomeranč) je americký komediální webový seriál vytvořený bývalým asistentem produkce MTV a studentem filmu Danem Boedigheimerem (známým spíše pod přezdívkou Daneboe) v roce 2009. Je o antropomorfistickém pomeranči, který otravuje svými urážejícími, někdy až hrubými vtipy.
I když show byla pod palbou negativní kritiky, má velký komerční úspěch a v obchodech se objevují hračky, trička a kostýmy s jejich motivy nebo svou vlastní videohru.

## Děj
Hlavní postavou je Pomeranč (mluvený Danem Boedigheimerem), který sdílí kuchyň s jinými objekty, jako například jeho nejlepším přítelem hruškou (také mluvena Danem Boedigheimerem). Dále můžeme vyjmenovat například marakuju ženského pohlaví, mluvenou vlogerkou na YouTube Justine Ezarik (známou jako iJustine), grapefruit, malé jablko, známé jako Zakrslé jablko (on sám ale prosazuje název Malé jablko), malý marshmallow a postarší citron známý jako Děda Citron. Kromě Pomeranče nebyl nikdo z nich hlavní postava do pozdějších epizod.
Hodně epizod má průběh, že Pomeranč otravuje jinou nebo jiné postavy a na konci dotyčná postava zemře (obvykle rozříznutím nožem, ale třeba hozením do mixéru atd.) Pomeranč se předtím snaží postavu varovat a to vyřknutím jména dané zbraně (nejčastěji „Nůž!“, v originále „Knife!“).

## Postavy

### Hlavní

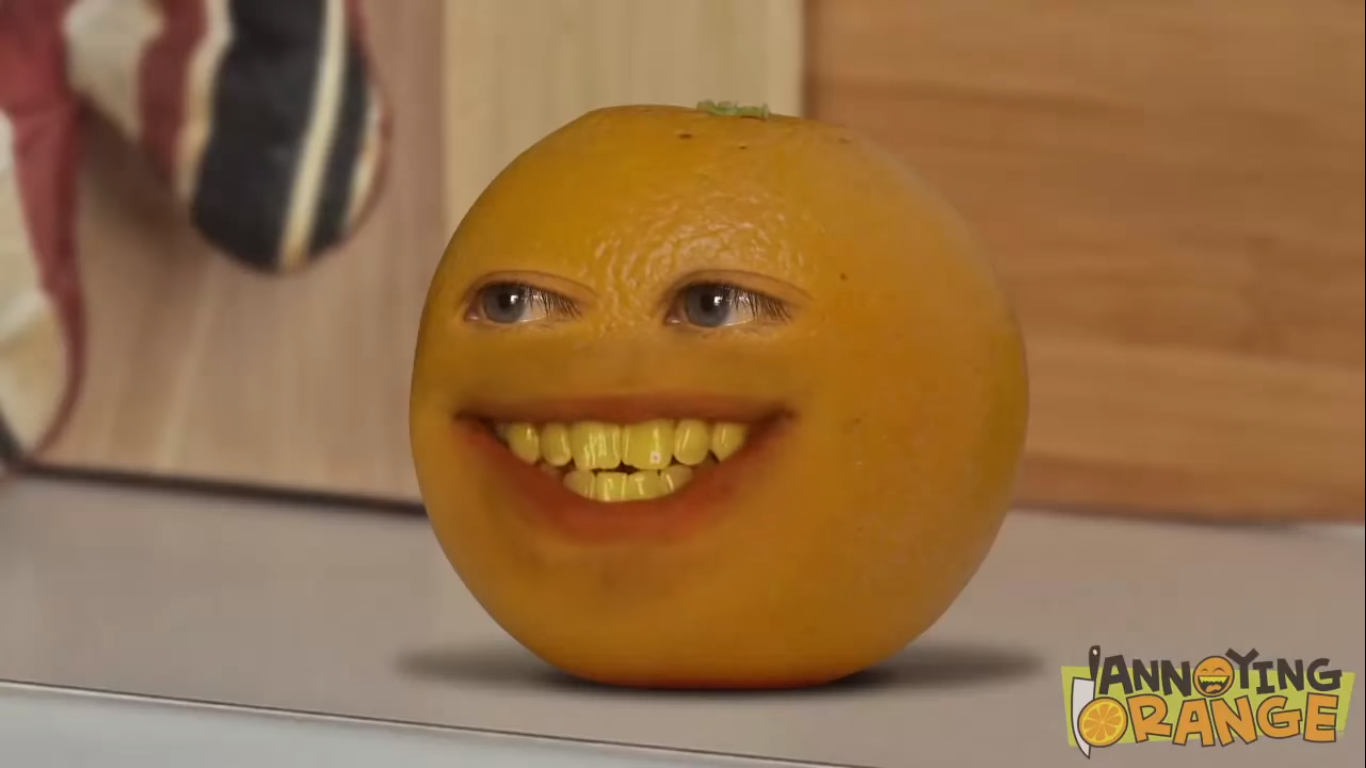
Hlavní postava pomeranče.

- Pomeranč (v originále Orange) je hlavní postava seriálu, objevuje se v každé epizodě od 9. října 2009. Má žluté zuby, šedé oči a hýkavě se směje. Je znám pro své slovní hříčky, které ale lidem nepřipadají zábavné, jako spíš otravné. Kdykoli ho někdo nazve otravným, jeho standardní odpověď je „Já nejsem otravnej, jsem pomeranč.“ nebo „Seš jablko!“, když dotyčného nemá rád. Často také (často urážlivě) přejmenovává postavy například dýni překřtil na tchyni.
- Hruška (v orig. Pear) je nejlepší kamarád Pomeranče. I když jsou přátele, bývá ale Hruška často otravován Pomerančem, ale přesto ho jeho nápady podvědomě hřejí u srdce. Hruška také pomáhá ostatním udržet nad sebou kontrolu a nerozčílit se. Je tedy vykreslován jako celkově chytřejší než Pomeranč. Objevil se už v první epizodě, hlavní postavou se stal až od dílu „Passion of the Fruit“.
- Marakuja (v orig. Passion Fruit) se pokouší ztmelit kolektiv a je uražená Pomerančovými vtípky a slovními hříčkami, ale kontroluje i ostatní ovoce. Marakuja se Pomeranči líbí a pokoušel se ji vyznat lásku, bohužel Marakuja lásku naopětovala. Má také sestru, dvojče, která se jmenuje Mandy a ta má vztah s Hruškou. Mandy se vyskytla v epizodě „Wishful Thinking“. Poprvé se objevila v seriálu 19. února 2010, v epizodě „Passion of the Fruit“.
- Zakrslé jablko (v orig. Midget Apple) je malé červené jablko, kamarád Pomeranče, Hrušky, Marakuji, ale hlavně Marshmallowa. Nenávidí, když mu říkají „Zakrslé jablko“ a preferuje termín „Malé jablko“ (v orig. „Little Apple“). Debutovalo v epizodě „Crabapple“, 6. srpna 2010.
- Marshmallow debutoval v epizodě „Annoying Saw 2: The Annoying Death Trap“, 24. září 2010. Je malý, dětského vzezření s žensky znějícím pisklavým hlasem. Marshmallow je prezentován jako veselý a šťastný a říká, že miluje „štěňátka a jednorožce a králíčky a duhy a mráčky a koťátka a králíčky a duhy“. Je velice odolný proti různým útokům, například proti řezání, ohni nebo házení hvězd. I přes jeho roztomilost a velikost je, když ho někdo nebo něco naštve, velice útočný a obvykle jeho útok zasáhne všechny v jeho blízkém okolí. Jeho pohlaví je mezi fanoušky velikou otázkou a už se na ní, například v sérii Ask Orange (Zeptej se Pomeranče) několikrát ptali. Přímo nebyla nikdy zodpovězena, jako jeden z důkazů, že Marshmallow je muž, můžeme brát část v písni „Nya Nya Style“ (cover megahitu Gangnam Style) znějící: „Marshmallow is really happy with his teddy bear“, čili „Marshmallow je tuze šťastný se svým medvídkem“. Na kanále Annoying Orange má také svou vlastní show o 13 dílech.
- Grapefruit je úhlavní nepřítel Pomeranče. Je také známý svým někdy i vulgárním slovníkem a je namyšlený. V originále je namluven Robertem Jenningsem. Prvně se vyskytl v epizodě „Passion of the Fruit“ a hlavní postavou je od epizody „Frankenfruit“ (v české verzi „Frankovoštajn“), kdy byl částí vzniklého monstra, konkrétně hlavy. V jeho první epizodě ale byl, jako už tradičně, rozříznut Nožem.
- Děda Citron (v orig. Grandpa Lemon) je přestárlý, zapomnětlivý citron, který často usíná v těch nejméně vhodných momentech. V originále je namluven Kevinem Brueckem a debutoval 4. června 2010 v epizodě „Grandpa Lemon“. V té byl rozříznut Nožem. Hlavní postavou je, stejně jako Grapefruit, od epizody „Frankenfruit“.

### Vracející se postavy
- Nůž (v orig. Knife) je kuchyňský nůž, který ve většině epizod rozřezává jiná ovoce napůl. Debutoval jako nástroj už v první epizodě, jako postava se ale poprvé objevil v epizodě „No More Mr.Knife Guy“. V originále je namluven Kevinem Naltym. Nůž nenávidí svou roli toho, kdo vždy zabije ovoce a další postavy a cítí jejich bolest. On sám má ale jednoho nepřítele, co mu působí bolest a to je bruska na nože. V několika epizodách je nahrazen Tykví.
- Leprikon Liam (v orig. Liam the Leprechaun) je irský leprikon, který ztratil svůj hrnec se zlatem, jež má u sebe Pomeranč. Ten dal Liamovi přezdívku „Jolly Green Giant“. Debutoval v epizodě „Luck o' the Irish“ a mluví ho Robert Jennings. Leprikon Liam má také svůj vlastní spin-off seriál na jeho YouTube kanálu. Přesto účinkuje v seriálu jako vracející se postava.
- Tykev (v orig. Squash) je v několika epizodách v období mezi roky 2011–2013 jako náhrada Nože. Tykev, na rozdíl od Nože, své oběti vždy rozdrtí. V několika málo dílech je také jedna z hlavních postav. Mluví ho Dane Boedigheimer.
- Zoom je plechovka obsahující energetický nápoj, který dokáže „dát celý noční spánek v pouhých 30 sekundách“ („get a full night's rest in just 30 seconds“). Debutoval v epizodě „ZOOM!“ a objevil se v několika epizodách v období mezi roky 2012–2013, přičemž v epizodách „ZOOM!“ a „Wazzoom“ jako hlavní postava a také dvě menší role v „Annoying Orange vs. Angry Birds“ a „Liam's Top Ten Most Annoying Annoying Orange Videos“. Mluví ho Robert Jennings.

## The High Fructose Adventures of Annoying Orange
Annoying Orange má také svůj televizní seriál na stanici Cartoon Network, která ho také vyrábí. V Austrálii se tento seriál vysílá také na ABC3. V seriálů účinkují všechny hlavní postavy z internetové série a tři nové hlavní postavy, Kokos, Jablko a Nerville, jehož postava je jednou ze dvou hraných postav, které se v Annoying Orange objevují(tou druhou je postava Leprikona Liama).

## České znění
Série byla opatřena českým dabingem, který v roce 2011 začalo vyrábět amatérské dabovací studio Fénix ProDabing, předtím Perla Group. K 13. únoru 2014 bylo nadabováno 41 dílů a každý 10. den v měsíci, výjimečně i dříve, vychází další nadabovaný díl.